# 萨尔瓦多·埃斯克尔
萨尔瓦多·埃斯克尔（西班牙語：Salvador Esquer，1969年1月8日—），西班牙男子手球运动员。他曾代表西班牙国家队参加1996年夏季奥林匹克运动会手球比赛，获得一枚铜牌。